# موش خاردار طلایی
موش خاردار طلایی (نام علمی: Acomys russatus) نام یک گونه از سرده موش خاردار است.